# Marek Derek
Marek Derek (* 22. August 1979 in Częstochowa) ist ein polnischer Snookerspieler.

## Karriere
1998 wurde Marek Derek polnischer U-21-Meister. Bei der polnischen Meisterschaft der Herren gelang ihm im selben Jahr erstmals der Einzug ins Finale, in dem er Rafał Górecki mit 5:4 besiegte. Bei der U-19-Europameisterschaft 1998 erreichte er das Achtelfinale und unterlag dort dem Waliser Ian Preece mit 3:4. Im Mai 1998 schied er bei seiner ersten Teilnahme an der Herren-Europameisterschaft in der Vorrunde aus.
1999 zog er erneut ins Finale der polnischen Meisterschaft ein, das er jedoch mit 1:5 gegen Kuba Sawicki, den Titelträger von 1995, verlor. Ein Jahr später wurde er durch einen 6:2-Finalsieg gegen Rafał Jewtuch zum zweiten Mal polnischer Meister.
Bei der EM 2000 erreichte er erstmals die Finalrunde und schied im Achtelfinale gegen Tom Gleeson aus. 2001 zog er zum vierten Mal in Folge ins Finale der polnischen Meisterschaft ein. Dort besiegte er Kuba Sawicki mit 7:1 und schaffte es damit als erster Spieler, den Titel erfolgreich zu verteidigen. Bis zum vierten Titelgewinnen Rafał Jewtuchs 2008 war er zudem mit drei Titeln Polnischer Rekordmeister.
Im Dezember 2006 erreichte er bei den Spain Open erstmals die Finalrunde auf der Poolbillard-Turnierserie Euro-Tour. Im Sechzehntelfinale unterlag er jedoch dem amtierenden 14/1-endlos-Weltmeister Thorsten Hohmann mit 4:10. Bei den Costa del Sol Open 2007 gelangte er erneut in die Runde der letzten 32 und schied dort gegen Mark Gray aus. Im Juni 2013 erreichte er beim Deurne City Classic das Finale des 9-Ball-Wettbewerbs, das er gegen den Niederländer Nick van den Berg verlor.

## Erfolge

### Finalteilnahmen
| Ausgang         | Jahr | Turnier                 | Finalgegner   | Ergebnis |
| --------------- | ---- | ----------------------- | ------------- | -------- |
| Amateurturniere |      |                         |               |          |
| Sieger          | 1998 | Polnische Meisterschaft | Rafał Górecki | 5:4      |
| Zweiter         | 1999 | Polnische Meisterschaft | Kuba Sawicki  | 1:5      |
| Sieger          | 2000 | Polnische Meisterschaft | Rafał Jewtuch | 6:2      |
| Sieger          | 2001 | Polnische Meisterschaft | Kuba Sawicki  | 7:1      |

### Weitere Erfolge
| Polnischer U-21-Meister: | 1998 |